# Sterope II
Sterope II – gwiazda w gromadzie otwartej Plejad (M45) w gwiazdozbiorze Byka o obserwowanej wielkości gwiazdowej +6,43. Oznaczenie Flamsteeda tej gwiazdy to 22 Tauri. Położona jest w odległości około 380 lat świetlnych od Ziemi.

## Nazwa
Gwiazda ta, wraz ze swoją sąsiadką, 21 Tauri odległą o 2,8’, nosiła nazwę Sterope lub Asterope. Nazwy te wywodzą się od imion Plejad z mitologii greckiej. Obecnie Międzynarodowa Unia Astronomiczna zaleca użycie nazwy Asterope wyłącznie dla określenia gwiazdy 21 Tauri.